# Octobre 1803

## Événements
- Octobre - novembre : siège de Port-au-Prince par les troupes du général Dessalines.

- 2 octobre, Caucase : le Dadiani Grigol place la Mingrélie sous le protectorat de la Russie[1].

- 14 octobre : l’émir du Nejd 'Abd al-'Aziz ibn Sa'ud est assassiné par un chiite se faisant passer pour un converti au wahhabisme, qui voulait venger le pillage de Kerbala en 1802. Un des fils de l’émir, Sa'ud (de), lui succède[2].

- 18 octobre : les Britanniques prennent Âgrâ[3].

## Naissances
- 11 octobre : Barend Cornelis Koekkoek, peintre néerlandais († 5 avril 1862).
- 11 ou 12 octobre : Amédée de Béhague, agronome français († 1er février 1884).
- 16 octobre : Robert Stephenson, ingénieur civil britannique († 12 octobre 1859).

## Décès
- 3 octobre : François Mustel, agronome français (° 11 août 1719).
- 8 octobre : Vittorio Alfieri, poète, dramaturge et philosophe italien, dont l'œuvre contribua à la promotion du Risorgimento (° 16 janvier 1749).
- 13 octobre : Louis-Claude de Saint-Martin, philosophe français (° 18 janvier 1743).
- 14 octobre : Ami Argand, physicien et chimiste suisse (° 5 juillet 1750).
- 22 octobre : Jacques Gamelin, peintre français (° 3 octobre 1738).